# Dave Van Ronk
Dave Van Ronk, all'anagrafe David Kenneth Ritz Van Ronk (New York, 30 giugno 1936 – New York, 10 febbraio 2002), è stato un musicista e cantautore statunitense.
Chitarrista, arrangiatore (suo il moderno arrangiamento del traditional The House of the Rising Sun) ed intimo amico di Bob Dylan, è stato una figura di rilievo nel panorama della musica folk, che negli anni Sessanta gravitava attorno al Greenwich Village di New York. Era soprannominato il Sindaco di MacDougal Street.
Nel suo repertorio figuravano anche brani strumentali di ragtime. È stato artista di spicco del Newport Folk Festival e nel 1985 gli è stato conferito il Premio Tenco alla carriera.

## Biografia
Van Ronk nacque a Brooklyn, borough di New York, il 30 giugno del 1936 da una famiglia di origini «per lo più irlandesi, malgrado il cognome olandese». Nel 1951, si trasferisce nel Queens per poter frequentare la Holy Child Catholic High School. Dal 1949 suona nel Barbershop Quartet, un gruppo musicale composto da quattro musicisti che si esibisce nelle sale da barbiere.
Lascia la scuola prima di poter terminare gli studi e trascorre gli anni successivi vagabondando per Manhattan. Ancora adolescente, si stabilisce nel Greenwich Village, a qualche miglio da casa. In quel periodo si imbarca anche come marinaio su navi della marina mercantile. Le sue prime esperienze professionali nel campo della musica sono al seguito di tradizionali orchestrine jazz che si esibiscono nell'area di New York. Successivamente avrebbe detto riguardo a quel periodo e a proposito dei suoi compagni di viaggio: «Eravamo intenzionati a suonare il jazz tradizionale nel modo peggiore possibile... e lo facemmo!».
Il jazz revival tuttavia non prende campo e Van Ronk passa a dedicarsi al blues che aveva ascoltato anni prima da artisti come Furry Lewis e Mississippi John Hurt. Van Ronk non fu il primo musicista bianco a suonare blues afroamericano, ma divenne noto per il suo stile interpretativo inserito in un contesto originale. Dal 1958 passa a suonare brani folk-blues accompagnandosi con la chitarra acustica. Spesso componeva le canzoni che cantava, molte volte invece arrangiava brani di artisti della prima era folk che venivano rivalutati in coincidenza con il revival di questo genere musicale.
Registra il primo album Sings Ballads, Blues & a Spiritual nel 1959, per l'etichetta discografica Folkways Records di Moses Asch. Durante gli anni Sessanta supportò il movement, il movimento della sinistra radicale che appoggiava le cause per i diritti civili. In questo senso fu membro della Libertarian League e del Trotskyist American Committee per la Quarta Internazionale (ACFI, poi Workers League, ente predecessore del Socialist Equality Party).
Nel 1969 si trovò coinvolto suo malgrado nei Moti di Stonewall, durante i quali fu arrestato e imprigionato per un breve periodo.
Nel 1974 partecipò, insieme a Pete Seeger, Arlo Guthrie e Bob Dylan, ad un concerto organizzato da Phil Ochs in favore dei rifugiati politici dal colpo di Stato cileno di Augusto Pinochet e noto come An Evening with Salvador Allende.
Ha continuato a suonare per quarant'anni tenendo il suo ultimo concerto pochi mesi prima di morire.
È deceduto per insufficienza cardiopolmonare mentre era ricoverato per un cancro al colon in un ospedale di New York, prima di poter completare il libro di memorie scritto a quattro mani con Elijah Wald, The Mayor Of MacDougal Street, pubblicato postumo nel 2005.

## Vita privata
È stato sposato negli anni Sessanta con Terri Thal. Successivamente ha avuto una relazione con Joanne Grace, quindi si è risposato con Andrea Vuocolo, cui è stato legato per il resto della sua vita.
Van Ronk si rifiutò per molti anni di prendere l'aereo e non prese mai la patente (per spostarsi usava il treno o gli autobus oppure, se possibile, si faceva portare in auto dalla fidanzata o da giovani musicisti), preferendo inoltre non muoversi dal Greenwich Village per periodi di tempo molto lunghi (anche se negli anni Sessanta si stabilì per breve tempo in California).

## Influenza culturale
(Dave Van Ronk)
Van Ronk è diventato un personaggio di rilievo per i suoi molteplici interessi. Di stazza vistosa, con personalità carismatica e aria da intellettuale, amava cucinare, si occupava di storia, politica e fantascienza, contribuendo a diverse fanzine. Cosa rara per uno statunitense, non volle mai imparare a guidare un'auto, né quindi prendere la patente di guida.
In particolare, di rilievo è stato l'apporto di Van Ronk al revival della musica folk acustica degli anni sessanta, anche se la sua formazione artistica traeva spunto da un vasto repertorio di motivi tradizionali che comprendeva tanto ballate della cultura popolare della Gran Bretagna, quanto canzoni di Bertolt Brecht, brani rock and roll, New Orleans jazz e canti di genere swing. Spesso è stato associato al blues, ma egli usava puntualizzare nei suoi concerti che aveva in repertorio solo pochi brani di questo genere.
Van Ronk, che è stato amico, oltre che di Dylan, di numerosi altri cantanti folk fra cui Tom Paxton, Patrick Sky, Phil Ochs e Joni Mitchell, ha trovato sempre sorprendente il fatto di essere considerato una leggenda del suo tempo.
Nel 2004 una parte di Sheridan Square, al Village, dove Barrow Street incrocia con Washington Place, è stata rinominata in sua memoria Dave Van Ronk Street.

## Cinema
Nel 2013 i fratelli Coen hanno presentato al Festival di Cannes il film A proposito di Davis (Inside Llewyn Davis), ispirato alla vita e alla carriera di Van Ronk. Il titolo originale del film riprende il titolo dell'album Inside Dave Van Ronk del 1964.

## Discografia

### Album da solista
- 1959 - Dave Van Ronk Sings Ballads, Blues and a Spiritual (Folkways Records, FS-3818)
- 1983 - Dave Van Ronk In Rome (Folkstudio, FK 5017)

### Collaborazioni
- 1958 - Skiffle in Stereo (con The Orange Blossom Jug Five)

- Van Ronk Sings (1961)
- Dave Van Ronk, Folksinger (1963)
- Dave Van Ronk And The Red Onion Jazz Band: In The Tradition (1964)
- Dave Van Ronk and the Ragtime Jug Stompers (1964)
- Inside Dave Van Ronk (1964)
- Just Dave Van Ronk (1964)
- Gambler's Blues (ristampa con titolo diverso di Dave Van Ronk Sings Ballads, Blues and a Spiritual) (1965)
- No Dirty Names (1966)
- Dave Van Ronk And The Hudson Dusters (1968)
- Black Mountain Blues (ristampa con titolo diverso di Dave Van Ronk Sings Ballads, Blues and a Spiritual) (1968)
- Van Ronk (1971)
- Van Ronk (compilation - include Folksinger e Inside Dave Van Ronk) (1972)
- Songs for Ageing Children (1973)
- Sunday Street (1976)
- Somebody Else, Not Me (1980)
- Your Basic Dave Van Ronk (1982)
- St. James Infirmary (1983)
- Going Back To Brooklyn (1985)
- Hesitation Blues (1988)
- Inside Dave Van Ronk (compilation - include Folksinger e Inside Dave Van Ronk) (1989)
- Frankie Armstrong & Dave Van Ronk: Let No One Deceive You: Songs of Bertolt Brecht (1990)
- Hummin' To Myself - Dave Van Ronk Sings An American Songbook (1990)
- The Folkways Years, 1959 - 1961 (1991)
- A Chrestomathy (1992)
- To All My Friends In Far-Flung Places (1994)
- From ... Another Time & Place (1995)
- Dave Van Ronk Live at Sir George Williams University (1997)
- Dave Van Ronk: Sweet & Lowdown (2001)
- The Two Sides of Dave Van Ronk (2002)
- Dave Van Ronk: ...And the Tin Pan Bended, And the Story Ended... (2004)
- Dave Van Ronk: The Mayor of MacDougal Street, Rarities 1957-1969 (2005)